# Selška dolina
Das Selzacher Tal (slowenisch: Selška dolina) ist ein langes und schmales Tal unterhalb des Ratitovec-Massivs im Hügelland von Škofja Loka auf dem Gebiet der Gemeinde Železniki in der historischen Region Oberkrain im Norden Sloweniens.
Die Selška Sora entspringt oberhalb des Tal, durch das auch ihr Oberlauf fließt. 

## Sehenswürdigkeiten und Aktivitäten
- Sehenswürdigkeiten in Železniki
- Fischen in der Selška Sora